# لیتون (یوتا)
لیتون (به انگلیسی: Layton) شهری در ایالت یوتا کشور ایالات متحده آمریکا است که جمعیت آن در سرشماری سال ۲۰۱۰ میلادی، ۶۷٬۳۱۱ نفر بوده‌است.